# 藤原顕憲
藤原 顕憲（ふじわら の あきのり）は、平安時代後期の貴族。勧修寺流藤原氏の流れを汲む治部卿・藤原盛実の子。官位は正四位下、少納言、左小弁、皇后宮亮。

## 経歴
左大臣藤原頼長に家司として仕える。
保安元年（1120年）1月28日に甲斐権守に任じられる。
仁平元年（1151年）11月26日に54歳で急死する。亡くなる前日も勤めていたことが『本朝世紀』の記述から分かる。